# 德氏鱨
德氏鱨，為輻鰭魚綱鯰形目鱨科的其中一種，為熱帶淡水魚類，分布於非洲維多利亞湖流域，體長可達55公分，棲息在湖泊有遮蔽物的底層水域，生活習性不明，可做為食用魚。